# Agathis borneensis
Agathis borneensis ist eine Pflanzenart aus der Familie der Araukariengewächse (Araucariaceae). Sie ist im südöstlichen Asien heimisch.

## Beschreibung
Agathis borneensis wächst als immergrüner Baum, der Wuchshöhen von 50 bis 55 Metern und Brusthöhendurchmesser von bis zu 3,5 Metern erreichen kann. Der Stamm ist bei ausgewachsenen Bäumen bis in eine Höhe von 20 bis 30 Metern unbeastet und endet dann in einer weit ausladenden Krone. Die Stammborke ist sehr variabel. Sie ist grau, hellbraun bis schwarz gefärbt, gekräuselt oder dünn schuppig oder rau. Teile der Borke blättern ab.
Die dicken und ledrigen, hellgrünen Blätter sind bei einer Länge von 2,5 bis 14 Zentimetern mehr oder weniger elliptisch, wobei ihre Form selbst auf einem einzigen Baum stark variieren kann. Sie sind zwischen drei- und zehnmal so lang wie breit. Jüngere Bäume haben meist größere Blätter als Altbäume.
Die einzelständigen, zur Blütezeit dunkelbraunen männlichen Blütenzapfen stehen an einem 1 bis 10 Millimeter langen Stiel und sind bei einer Länge von 3 bis 4 Zentimetern sowie einer Dicke von 1,4 bis 1,8 Zentimetern eiförmig-zylindrisch geformt. Sie enthalten Mikrosporophylle mit vier bis zehn Pollensäcken.
Die elliptischen bis kugeligen, einzelständigen weiblichen Zapfen werden 10 bis 13 Zentimeter groß und sind harzig. Sie stehen an einem dicken Stiel, sind anfangs grün und verfärben sich zur Reife hin braun.

## Verbreitung und Standort
Das natürliche Verbreitungsgebiet von Agathis borneensis umfasst die Malaiische Halbinsel unterhalb von 10° nördlicher Breite sowie die Inseln Borneo und Sumatra.
Die Art wächst in tropischen Regenwäldern und Kerangas auf sandigen oder torfigen Böden in Höhenlagen von bis zu 1200 Metern. Dort kommt sie in Reinbeständen vor, häufig aber auch zusammen mit anderen Koniferenarten wie Falcatifolium falciforme, Nageia wallichiana, Sundacarpus amarus sowie verschiedenen Arten von Steineiben (Podocarpus).
Agathis borneensis wird in der Roten Liste der IUCN als „stark gefährdet“ eingestuft. Als Hauptgefährdungsgrund wird die Übernutzung der Wälder genannt. So ist in der Vergangenheit der Bestand der Art um gut die Hälfte geschrumpft und gilt weiterhin als rückläufig.

## Systematik
Agathis borneensis wird innerhalb der Gattung der Kauri-Bäume (Agathis) der Sektion Agathis zugeordnet.
Die Erstbeschreibung als Agathis borneensis erfolgte 1900 durch Otto Warburg in Monsunia, Beiträge zur Kenntniss der Vegetation des Süd- und Ostasiatischen Monsungebietes, Band 1, Seite 184. Synonyme für Agathis borneensis Warb. sind Agathis beccarii Warb., Agathis beckingii Meijer Drees, Agathis latifolia Meijer Drees, Agathis macrostachys Warb. und Agathis rhomboidalis Warb. Auch Agathis endertii wird von einigen Autoren aufgrund der nur geringfügigen morphologischen Unterschiede zu Agathis borneensis als Synonym dieser Art angesehen.
Aufgrund der großen Ähnlichkeit mit Agathis dammara wurde Agathis borneensis in der Vergangenheit auch häufig mit dieser Art verwechselt.